# كفر طرخان
قرية كفر طرخان هي إحدى القرى التابعة لمركز الصف في محافظة الجيزة في جمهورية مصر العربية.